# Episodi de Il medico di campagna (dodicesima stagione)
La dodicesima stagione della serie televisiva Il medico di campagna è stata trasmessa in anteprima in Germania dalla ZDF tra il 10 ottobre 2003 e il 2 gennaio 2004.
| nº | Titolo originale                   | Titolo italiano | Prima TV Germania | Prima TV Italia |
| -- | ---------------------------------- | --------------- | ----------------- | --------------- |
| 1  | Ein Tag, wie ihn die Götter lieben |                 | 10 ottobre 2003   |                 |
| 2  | Eine unruhige Nacht                |                 | 17 ottobre 2003   |                 |
| 3  | Frühschoppen                       |                 | 24 ottobre 2003   |                 |
| 4  | Chaos                              |                 | 31 ottobre 2003   |                 |
| 5  | Wiedersehen in Dänemark            |                 | 7 novembre 2003   |                 |
| 6  | Verwandtschaft zu Besuch           |                 | 14 novembre 2003  |                 |
| 7  | Hochsaison                         |                 | 21 novembre 2003  |                 |
| 8  | Vollendete Tatsachen               |                 | 28 novembre 2003  |                 |
| 9  | Die Versuchung                     |                 | 5 dicembre 2003   |                 |
| 10 | Mit Nebenwirkung                   |                 | 12 dicembre 2003  |                 |
| 11 | Entfernt und doch nah              |                 | 19 dicembre 2003  |                 |
| 12 | Zwei gute Freunde                  |                 | 2 gennaio 2004    |                 |